# Tutte le spose son belle
Tutte le spose son belle (From This Day Forward) è un film statunitense del 1946 diretto da John Berry.
È ispirato al romanzo All Brides are Beautiful del 1936 di Thomas Bell.

## Produzione
Il film, diretto da John Berry su una sceneggiatura di Hugo Butler, Clifford Odets e Garson Kanin e basato sul romanzo di Thomas Bell, fu prodotto da RKO Radio Pictures. Il titolo di lavorazione del film era All Brides Are Beautiful.

## Distribuzione
Il film fu distribuito negli Stati Uniti dal 2 marzo 1946 al cinema dalla RKO Radio Pictures.
Alcune delle uscite internazionali sono state:
- in Svezia il 16 giugno 1947 (Det här är livet)
- in Finlandia il 9 gennaio 1948 (Tämä on elämää)
- in Portogallo l'8 luglio 1948
- in Germania Ovest il 15 maggio 1965 (Morgen und alle Tage)
- in Spagna (De hoy en adelante o D'avui en endavant)
- in Grecia (Kainourgioi orizontes)
- in Italia (Tutte le spose sono belle)